# Vila Bellevue (Luhačovice)
Vila Bellevue je rodinný dům ve švýcarském stylu, situovaný v Luhačovicích.

## Historie
Vila byla vybudována v roce 1910 (1902). Kulturní památkou se stala v roce 1992.
V roce 2004 byl objekt rekonstruován. V současnosti (2025) je v něm provozován penzion.

## Architektura
Jedná se o samostatně stojící patrový dům na obdélníkovém půdorysu. Fasády na všech stranách jsou dvouosé. Přízemí domu je zděné a okna v něm jsou vsazena v šambránách z omítky. Fasáda je členěna rámy. V patře je dům hrázděný. Okna jsou lemována dřevěným ostěním a nesou vyřezávané konzolové nadokenní římsy. Uliční průčelí má v přízemí i v patře dřevěný balkón. Hlavní vstup do domu je veden z bočního průčelí a je chráněn teráskou se zábradlím a stříškou. V zadní fasádě, orientované do dvora, je jednoosý rizalit. Střecha je tvořena dvěma skříženými polovalbovými střechami s osmibokou věžičkou s arkádami, stanovou střechou a korouhvičkou – věžička je umístěna nad křížením. Štíty jsou svisle deštěné a zdobené motivy vějířů. Fasády jsou provedeny v tmavě a světle okrové, tmavě červené a modré.
K průčelí orientovanému do dvora je připojena moderní přístavba, které není součástí památkové ochrany.